# Río Medina (Salta)
El río Medina es un curso fluvial situado en la provincia de Salta, en el noroeste de la Argentina. Forma parte de la cuenca del Plata.
Está ubicado en el centro de la provincia de Salta, en la región conocida como La Frontera. Como todos los ríos de la región, conduce mucha más agua durante la temporada estival que durante la invernal, ya que el clima monzónico produce lluvias casi exclusivamente en los meses cálidos.
Está formado por una serie de corrientes menores de régimen estival que bajan de la Sierra de Metán, en una región montañosa y rodeada de selvas. Al pie de los cerros atraviesa una zona agrícola donde se produce soja, maíz y porotos, y pasa junto a la ciudad de Metán. Siempre corriendo en dirección al este, recibe por su margen derecha el aporte del río Yatasto, para a continuación describir una amplia curva y girar en dirección noreste. Luego recibe, casi en el mismo sitio, el aporte de sus dos principales afluentes, el río de las Cañas por la margen derecha y el río de las Conchas por la margen izquierda; todos estos afluentes también bajan de la sierra de Metán. A partir de la confluencia vuelve a atravesar una región boscosa, de menor densidad de vegetación que la de su cauce superior y, tras pasar junto a la localidad de El Galpón, desembocar en el Embalse El Tunal, una presa que regula el caudal del río Juramento.
El río Medina es un importante destino de pesca deportiva, especialmente de bagres y dorados.